# 圣迭戈州立大学
聖地牙哥州立大学（英語：San Diego State University）是位于美国加利福尼亚州圣迭戈的一所公立大学，始建于1897年，屬於加利福尼亞州立大學（CSU）系統。在美國新聞(U.S.NEWS)2021全美大學排名中名列143。

## 沿革
1897年3月13日，“圣迭戈师范学校”建立，它是圣迭戈州立大学的前身，而建立师范学校的目的是为了教育当地未来的女性小学老师。
1923年，圣迭戈师范学校成了“圣迭戈州立师范学院”，四年制公立机构。
1935年，学校更名为“圣迭戈州立学院”(San Diego State College)。
1960年，圣迭戈州立大学成为加州大学系统的一部分，现在被称为加州州立大学系统。
1970年，圣迭戈州立学院更名为“圣迭戈州立大学”(San Diego State U)。

## 學術排名
從2006年到2010年，根據美國大學學術生產率指數，SDSU在擁有14個或以下博士學位課程的學校中排名第一，是生產力最高的研究型大學。SDSU同時也是聖地亞哥都會區就讀率最高的大學，聖地牙哥地區七分之一的大學學位是來自SDSU。
《金錢》雜誌在其2015年最佳大學排名評估的1500餘所學校中，聖地亞哥州立大學在該國排名第116位。
在《研究生排名》中，《QS全球200所商學院報告》將SDSU的商學院排名為全北美排名第80位。彭博商業周刊（Bloomberg Businessweek）將SDSU評為美國商學院中的第84位。
2016年，聖地亞哥州立大學的康拉德·普雷比斯·阿茲台克學生會（Conrad Prebys Aztec Student Union）獲得了LEED雙重白金資格，加入了由節能建築組成的精英團體。全球只有不到二十個機構享有這項認可。

## 院系

### 文学和艺术学院

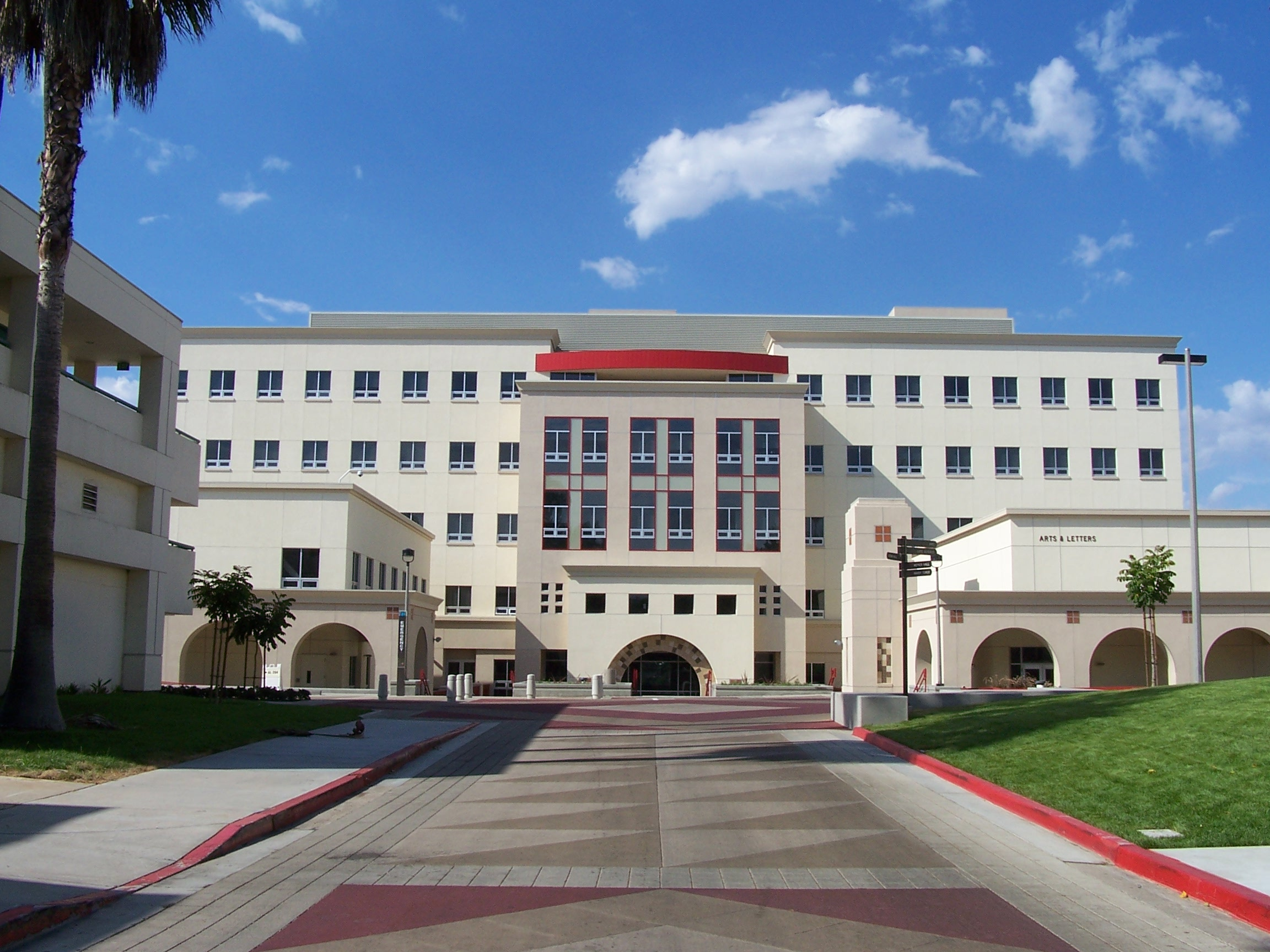
学校的新建筑。

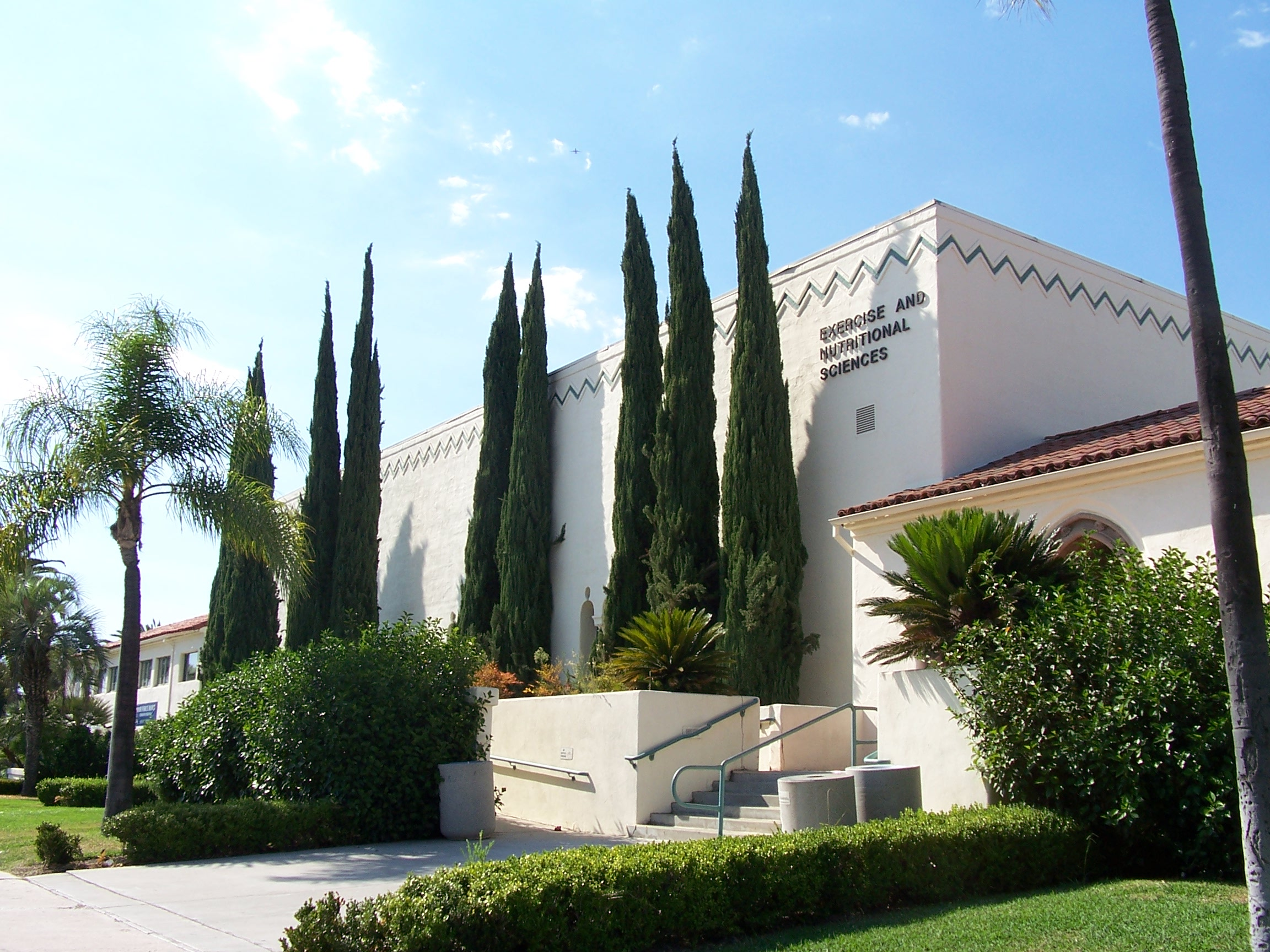
学校建筑。

文学和艺术学院（ College of Arts and Letters ）
- 美国黑人研究（ Afro-American Studies ）
- 人类学（ Anthropology ）
- 亚洲研究（ Asian Studies ）
- 卡斯诺语与卡奇诺研究（ Chicana and Chicano Studies ）
- 古典文学（ Classics ）
- 比较文学（ Comparative Literature ）
- 经济学（ Economics ）
- 英语（ English）
- 欧洲研究（ European Studies ）
- 法语（ French ）
- 地理学（ Geography）
- 德语（ German）
- 历史学（ History）
- 人文科学（ Humanities）
- 国际商务（ International Business ）
- 国际安全与冲突解决（ International Security and Conflict Resolution ）
- 日语（ Japanese ）
- 拉丁美洲研究（ Latin American Studies）
- 语言学（ Linguistics ）
- 现代犹太研究（ Modern Jewish Studies ）
- 哲学（ Philosophy ）
- 政治学（ Political Science ）
- 宗教研究（ Religious Studies ）
- 俄语（ Russian ）
- 俄罗斯与中欧研究（ Russian and Central European Studies ）
- 社会科学（ Social Science ）
- 社会学（ Sociology ）
- 西班牙语（ Spanish ）
- 城市研究（ Urban Studies ）
- 女性研究（ Women's Studies ）

### 经济管理学院

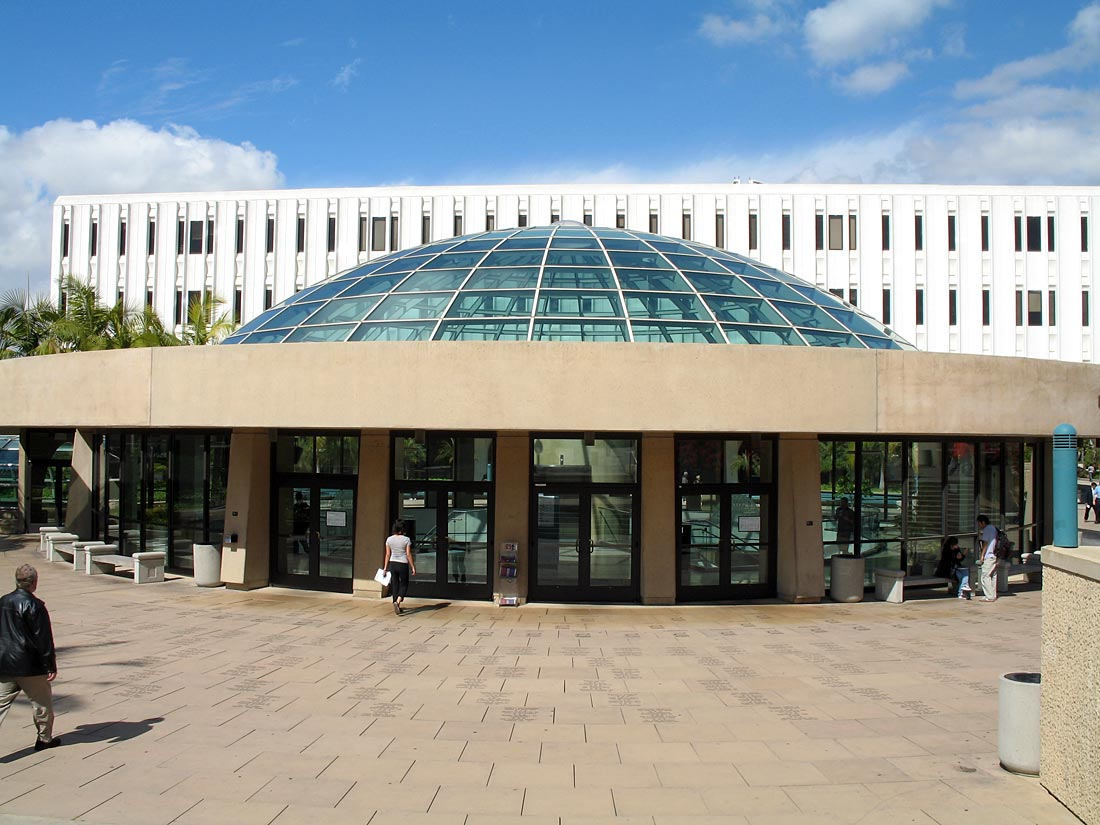
学校的建筑。

经济管理学院（ College of Business Administration ） 
- 会计（ Accounting ）
- 金融（ Finance ）
- 金融服务（ Financial Services ）
- 旅游酒店管理（ Hospitality and Tourism Management）
- 信息系统（ Information Systems ）
- 国际商务（ International Business ）
- 管理（ Management ）
- 营销学（ Marketing ）
- 房地产学（ Real Estate ）

### 教育学院

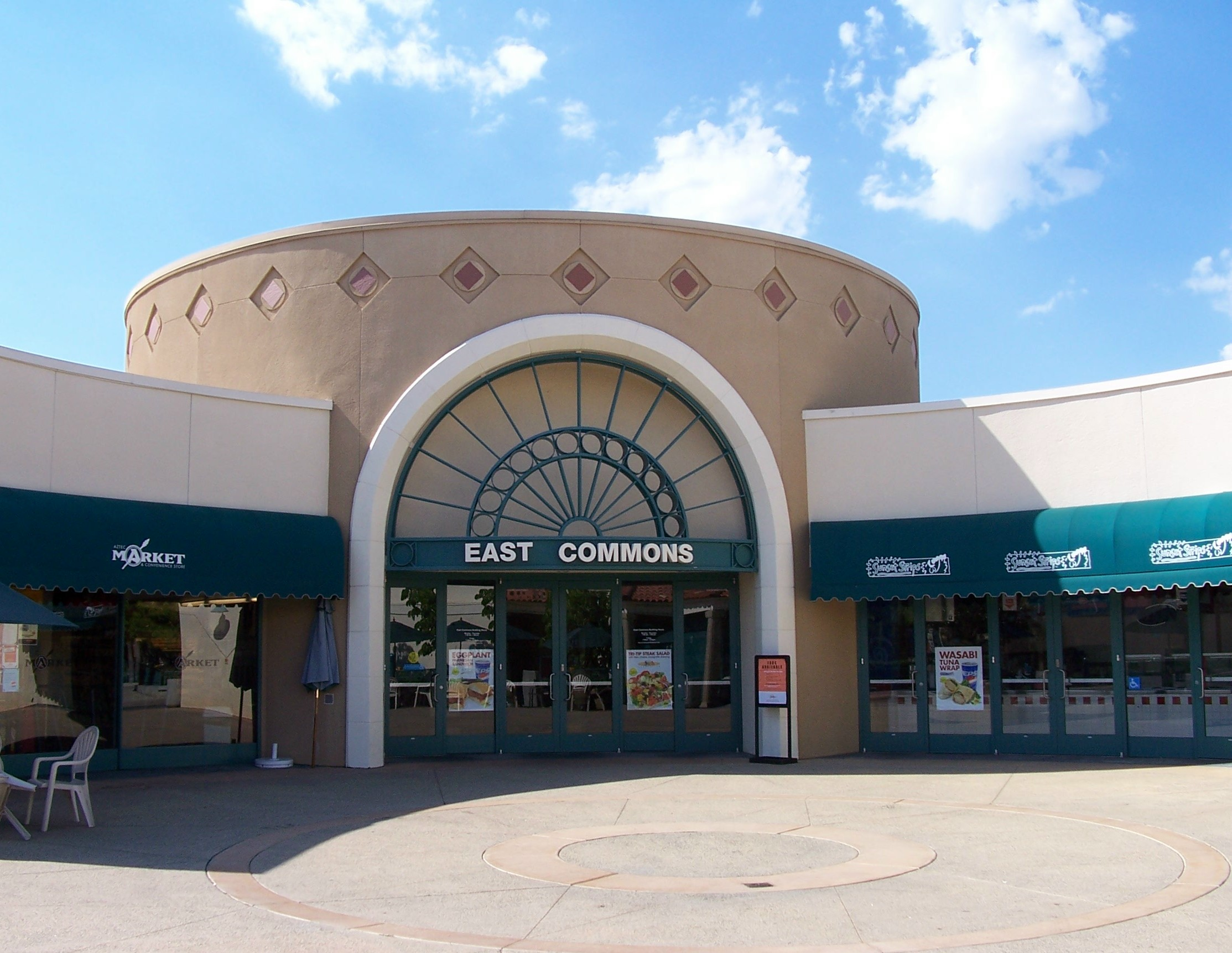
学校的建筑。

教育学院（ College of Education ） 
- 儿童与家庭发展研究（ Child and Family Development ）
- 职业教育（ Vocational Education (BVE) ）

### 工程学院
工程学院（ College of Engineering ）
- 航空航天工业（ Aerospace Engineering ）
- 土木建筑（ Civil Engineering ）
- 计算机工程（ Computer Engineering ）
- 建筑工程（ Construction Engineering ）
- 电子工程（ Electrical Engineering ）
- 环境工程（ Environmental Engineering ）
- 机械工程（ Mechanical Engineering ）

### 健康与人类服务学院

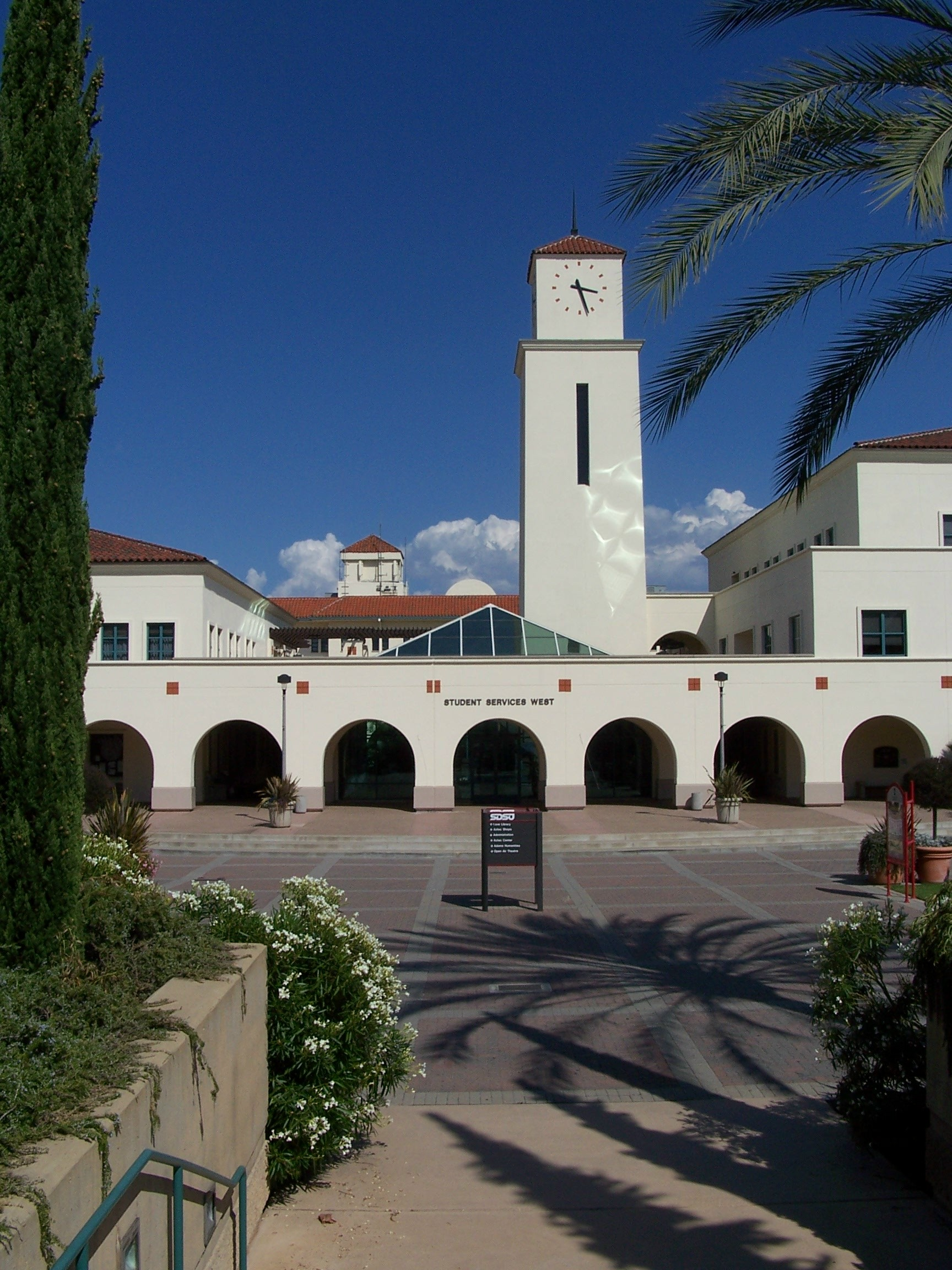
学生服务处。

健康与人类服务学院（College of Health and Human Services ）
- 老年病学（ Gerontology ）
- 公共健康（ Health Science (Community Health Education) ）
- 护理（ Nursing ）
- 社会工作（ Social Work ）
- 演讲，语言和听科学（ Speech, Language, and Hearing Sciences ）

### 专业学科研究和艺术学院

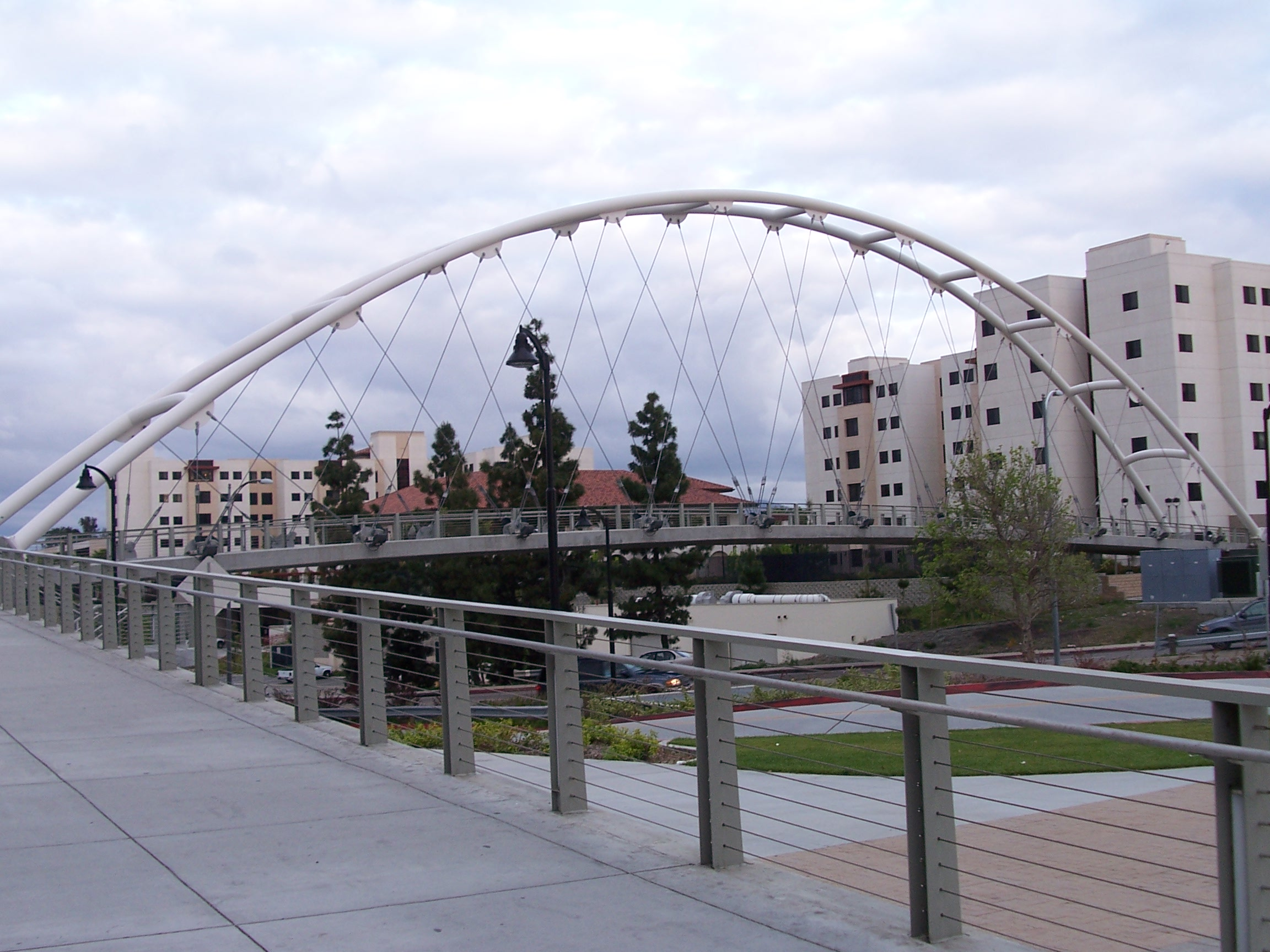
校园中的一处桥梁。

专业学科研究和艺术学院（College of Professional Studies and Fine Arts ）
- 艺术（ Art）
- 通讯（ Communication ）
- 民事审判管理（ Criminal Justice Administration）
- 舞蹈（ Dance ）
- 饮食与营养学（ Foods and Nutrition ）
- 新闻和媒体研究（ Journalism and Media Studies ）
- 工学（ Kinesiology ）
- 音乐（ Music ）
- 公共事业管理（ Public Administration ）
- 休闲娱乐管理（ Recreation Administration ）
- 电视，电影与新媒体产物学（ Television, Film and New Media Production ）
- 戏剧文学（ Theatre Arts）

### 理学院

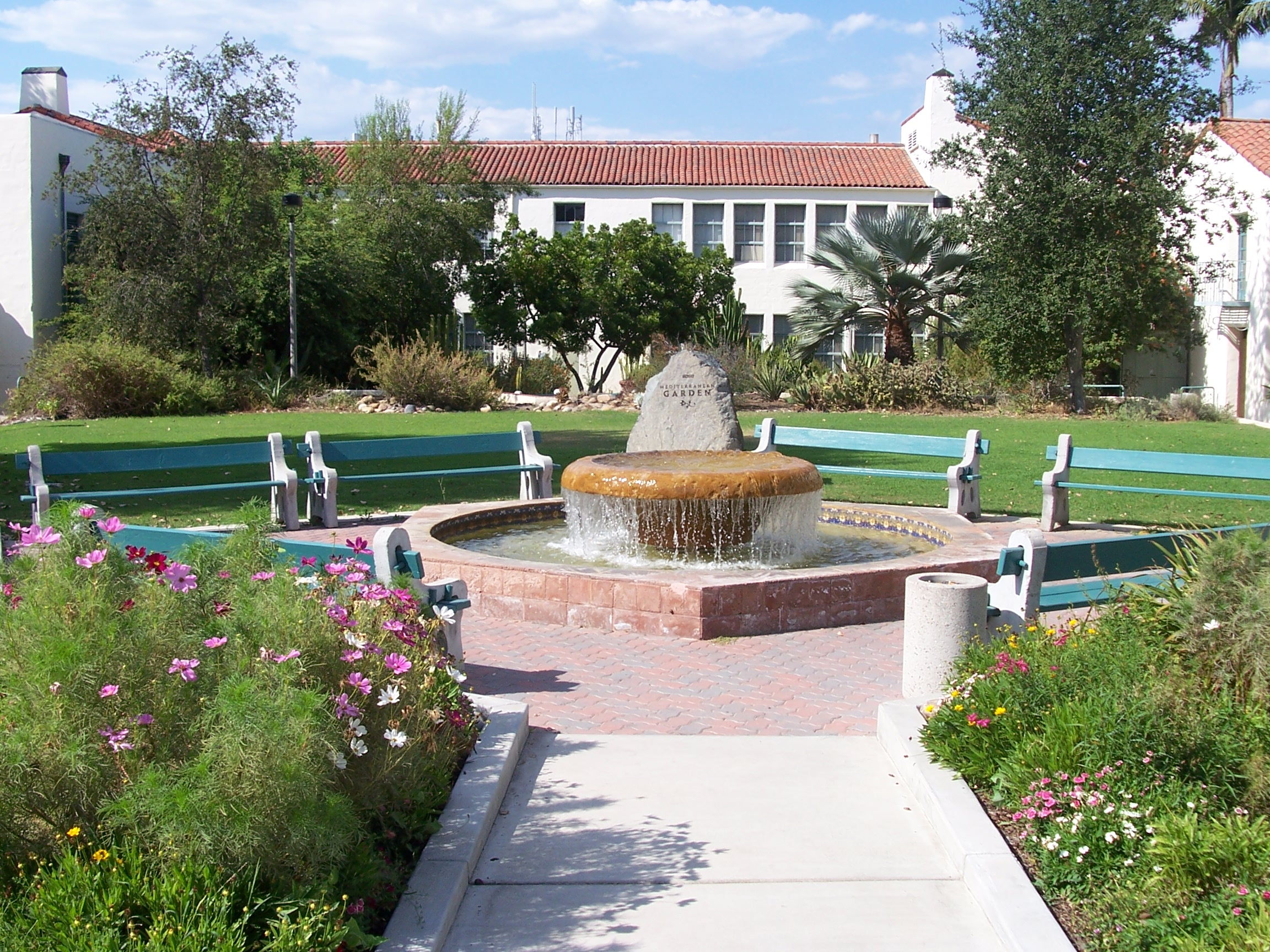
校园中的花坛。

理学院（College of Sciences ）
- 天文学（ Astronomy ）
- 生物学（ Biology ）
- 化学物理学（ Chemical Physics ）
- 化学（ Chemistry ）
- 计算机科学（ Computer Science ）
- 环境科学（ Environmental Sciences ）
- 地质学（ Geological Sciences ）
- 高等数学（ Mathematics ）
- 微生物学（ Microbiology ）
- 物理科学（ Physical Science ）
- 物理学（ Physics ）
- 心理学（ Psychology ）
- 统计学（ Statistics ）

## 学校文化
圣迭戈州立大学具有多种多样的社团和组织。
学生联合会（Associated Students），是圣迭戈州立大学的独立机构，由在读生、毕业生、教师、员工组成，主要活动是音乐会和休闲类活动。
运动社团（Athletics），用运动来教授学生价值观和人生观，同时增强体魄。
校园安全中心（Campus Safety and Security），进行学校的犯罪次数统计，防治犯罪。
博爱和女生联谊会（Fraternity and Sorority Life），始建于1899年，为公共和文化组织。
新生成功项目（Freshman Success Programs），为新学生提供职业规划，寻找具有相同知趣的学术圈朋友。
大学荣誉项目（University Honors Programs），鼓舞学生探究知识，深入钻研，走向学术殿堂。
海外留学（Study Abroad）公费派遣优秀学生到国外留学。
夏季阅读项目（Summer Reading Programs），为新生提供校园生活支持。